# بق دقيقي قرمزي
البق الدقيقي القرمزي (أو الوردي) أو البق الدقيقي المشعر أو بق النخيل ( الهبسكس) الدقيقي (الاسم العلمي: Maconellicoccus hirsutus)، هي آفة حشرية تصيب العديد من النباتات بما فيها الأشجار والشجيرات. تصيب الكركديه والحمضيات والبن وقصب السكر ، والقشطة والخوخ والجوافة والمانغو والبامية وحماض بستاني، وخشب الساج والبازلاء والفول السوداني والعنب والذرة والهليون والأقحوان والفول والقطن وفول الصويا والكاكاو وكثير من نباتات الزينة مثل الألماسة والعديد من النباتات الأخرى. تتواجد الآفة في مستعمرات كثيفة على النبات العائل، وإذا بقيت المستعمرات دون عائق أو مكافحة تنمو لتصبح بأعداد كبيرة من تعطي مظهراً من الغطاء الشمعي الأبيض على الفروع والهياكل والثمار، ويمكن له أن يقتل النبات بكامله، بما في ذلك الأشجار الكبيرة.

## وصف الحشرة
يمكن أن يصل طول الإناث والذكور البالغة ما يقارب 3 ملم. أجساد الإناث وردية اللون مع غطاء أبيض شمعي على شكل حزم عرضية تغطي كامل الظهر. لها ثلاثة أزواج من الأرجل المفصلية. شكل الأنثى بيضوي مقوسة الظهر. تتميز الذكور بوجود زوج من الأجنحة وبلونها الأحمر الوردي، كما يوجد للذكر ذيل عبارة عن زوج من الخيوط الشمعية الطويلة وهو قادر على الطيران.
تضع الأنثى الناضجة بيوضها في كيس من الشمع الأبيض، وعادة في مجموعات على أغصان وفروع النبات العائل، وأيضا على أوراق النبات ونهاياته الطرفية. يكون لون البيوض في البداية برتقالياً ثم يتحول إلى اللون الوردي عند نضجها. يستغرق البيض ما بين 3 و 9 أيام حتى يفقس. البيوض دقيقة ، طولها يتراوح بين 0.3 و 0.4 ملم، ويصل عدد البيوض إلى 654 بيضة في الكيس. تنتقل البيوض بسهولة بواسطة الرياح ويسهل الشمع حركتها عن طريق التمسك بالحيوانات أو الإنسان. يمكن أن يحدث توالد بكري في غياب الذكور.

ظهر أنثى البق الدقيقي القرمزي
بطن أنثى البق الدقيقي القرمزي